# یانووکا (شهرستان وووداوا)
یانووکا (به لاتین: Janówka) یک روستا در لهستان است که در گمینا خاننا واقع شده‌است.